# 4802-es mellékút (Magyarország)
A 4802-es mellékút egy bő 12 kilométeres hosszúságú, négy számjegyű mellékút Hajdú-Bihar vármegye területén: Kaba és Hajdúszovát összekötésében van szerepe, bár ez utóbbi központját nem éri el.

## Nyomvonala
Kaba lakott területétől délre ágazik ki a 3407-es útból, annak a 15+450-es kilométerszelvénye közelében. Északnyugat felé indul, de csak a város déli részének eléréséig követi ezt az irányt. Nagyjából egy kilométer után lép be a belterületre, a Rákóczi Ferenc út nevet felvéve, majd ott, az 1+350-es kilométerszelvénye táján kiágazik belőle, dél-délnyugat felé a 4801-es út, mely Bárándon át Sárrétudvariig vezet. 1,6 kilométer után északkeletnek fordul, Csarkó utca néven halad a lakott terület délkeleti peremén, bő 2,5 kilométer megtételét követően pedig kilép a városból és keletnek fordul; innentől végig nagyjából ezt az irányt követi.
8,5 kilométer megtétele után szeli ár Kaba közigazgatási határát, onnan egy darabig Tetétlen külterületei között folytatódik, majd átlép Hajdúszovát területére, a Keleti-főcsatornát már ott keresztezi, 9,2 kilométer után. A hidat elhagyva kissé délebbi irányba fordul, jó fél kilométerrel arrébb pedig csatlakozik a két utóbbi község határvonalához, onnantól egy darabig azt követve húzódik. 11,8 kilométer után egy újabb, kisebb vízfolyást hidal át, ott már Földes északi külterületei között jár. Lényegében Hajdúszovát és Földes határvonalán ér véget, beletorkollva a 4805-ös útba, annak a 21+450-es kilométerszelvénye közelében. Egyenes folytatása egy önkormányzati út, mely innen még egészen a 9 kilométerre fekvő Derecske nyugati széléig vezet, és ott a 4803-as úthoz csatlakozik.
Teljes hossza, az országos közutak térképes nyilvántartását szolgáló kira.kozut.hu adatbázisa szerint 12,180 kilométer.

## Története
A Kartográfiai Vállalat 1990-ben megjelentetett Magyarország autóatlasza a teljes szakaszát kiépített, portalanított útként tünteti fel; a Derecskéig továbbvezető út az atlasz térképén nem szerepel.

## Települések az út mentén
- Kaba
- (Tetétlen)
- (Földes)
- (Hajdúszovát)